# Storia di Campi Bisenzio

## Dalle origini al Medioevo
La zona pianeggiante dove si estende il comune di Campi Bisenzio fu occupata fino dall'inizio del Quaternario da un grande lago, collegato al mare che allora arrivava nella zona di Empoli, da uno stretto emissario (l'attuale Gola della Golfolina, tra Lastra a Signa e Montelupo Fiorentino). In seguito, al momento del ritiro del mare sull'attuale linea costiera, alcuni sommovimenti tettonici permisero l'allargamento della stretta, con il susseguente defluire delle acque e la formazione di una pianura paludosa.
Dopo l'esistenza di insediamenti dell'età del bronzo ed una dubbia presenza dei Liguri, succedettero gli Etruschi. Di questi ultimi restano importanti nella città scoperta a Gonfienti, nel confinante comune di Prato, e nel territorio comunale il cippo trovato a Capalle, intraprendendo un'importante opera di bonifica dell'area e disponendo il territorio "a graticola", successivamente utilizzato dai romani.
Durante la colonizzazione romana la zona di Campi fu assegnata all'ager della città di Firenze (fondata nel 59 a.C.) e popolata dai veterani dell'esercito romano. Di questo periodo si serbano ancora molti termini toponomastici.
La zona ridivenne paludosa al momento della caduta dell'Impero romano d'Occidente, quando le opere idrauliche vennero abbandonate e le terre furono di nuovo sottoposte alle ripetute inondazioni dei corsi d'acqua della zona. Alcuni storici datano al 420 la fondazione della principale chiesa del comune, la Pieve di Santo Stefano a Campi, anche se è più probabile che la sua costruzione sia stata effettuata intorno al 936. Il nome di Campi appare per la prima volta nel 780 in un documento di Carlo Magno, che affidò il compito di effettuare dei lavori di bonifica della zona ad alcuni monaci; nell'800 l'imperatore decretò la fortificazione del piccolo borgo, che in breve tempo si trasformò in castello. Nell'852 è attestata la chiesa di San Donnino e nell'861 quella di San Cresci; intorno all'anno 1000 si stavano già sviluppando alcuni villaggi attorno al castello di Campi come San Lorenzo, Santa Maria e San Martino nelle sue vicinanze e San Piero a Ponti a sud, le cui chiese erano suffraganee della pieve. A nord si sviluppò il borgo di Capalle, ben presto cinto di mura, trasformato in munito castello e dotato di particolari privilegi ecclesiastici; a sud, il villaggio di San Donnino entrò invece nell'orbita della vicina Brozzi e ci sarebbe rimasto fino al 1928. L'economia della zona trovò grande sviluppo grazie alla costruzione di mulini e gualchiere lungo il Bisenzio, che però non smise di provocare ingenti danni con le sue ripetute inondazioni dovute al suo capriccioso regime torrentizio.
Prima dell'anno 1000 il castello di Campi venne infeudato dall'imperatore Ottone I alla famiglia Mazzinghi, di origine tedesca. I Mazzinghi, che fortificarono Campi con la costruzione di un castellare e della prima Rocca, raggiunsero una notevole potenza, arrivando persino ad imporre tributi alla città di Pistoia ma non poterono alla fine impedire che Campi fosse poi assorbito nel contado della città di Firenze, che nel 1170 lo inserì nel Sestiere di San Pancrazio. In questo periodo molte famiglie campigiane si inurbarono a Firenze, raggiungendo spesso notevole peso economico e politico, come acidamente fece notare Dante Alighieri in una celebre terzina del Paradiso (vv 49-51)
(Dante Alighieri, Divina Commedia)
e allo stesso modo la pensava Giovanni Boccaccio
(Giovanni Boccaccio, Epistola Consolatoria a Messer Pino de' Rossi)
che non ricordava (o faceva finta di non ricordare) che la sua Certaldo era finita sotto gli strali danteschi assieme a Campi ed a Figline Valdarno; ad ogni buon conto, lo scrittore certaldese trovò il modo di rimediare ambientando proprio a Campi la bellissima novella di Federigo degli Alberighi del Decameron (giornata V, novella 9).
Le fonti storiche indicano nel castello di Campi il luogo dove si ebbe la scintilla delle lotte tra guelfi e ghibellini: nel 1215, in occasione dei festeggiamenti per la nomina a cavaliere di Mazzingo Tegrimi de' Mazzinghi, un banale lite conviviale degenerò in una rissa tra Amidei e i Buondelmonti, a cui seguirono tentativi di rappacificazione, ripicche e insulti tra le famiglie fiorentine, poi sfociati nelle guerre civili. Questi scontri ebbero conseguenze gravi sul castello di Campi, soprattutto dopo la battaglia di Montaperti del 1260, quando i Ghibellini vittoriosi distrussero le case delle famiglie guelfe, tra cui i Mazzinghi in varie parti del comune e la prima Rocca; nel 1266 il castello di Capalle venne vanamente assediato da Guido Novello.
Nel 1292 Campi venne inserito nel Quartiere di Santa Maria Novella e nei decenni successivi subì numerosi danni e devastazione da parte dei nemici di Firenze: nel 1325 per opera del condottiero lucchese Castruccio Castracani, che non riuscì a conquistare Campi nonostante un lungo assedio ma prese Capalle e saccheggiò diversi borghi tra cui San Donnino; nel 1351 per opera di Giovanni D'Oleggio, capitano di ventura al servizio dei Visconti  e nel 1364 per opera dei pisani. Mentre i Mazzinghi si trasferivano a Firenze, dove ottennero diverse cariche politiche di prestigio, il territorio di Campi vide l'arrivo di numerose famiglie fiorentine, come i Rucellai e gli Strozzi, che vi comperarono beni e terreni. Nel frattempo la zona era sempre sottoposta alle alluvioni, di cui si ricorda quella catastrofica del 1333; nel 1328 si era provveduto anche a raddrizzare una pericolosa ansa del Bisenzio presso San Martino, operazione che portò all'abbandono di un mulino (nella zona detta poi appunto "Il Mulinaccio") e alla separazione della chiesa di San Martino a Campi dalla gran parte del suo popolo.
Di fronte al pericolo delle invasioni nemiche (nel 1325 Castracani si era spinto praticamente sotto le porte di Firenze), la Repubblica decise un'imponente opera di fortificazione del castello di Campi, con la ricostruzione della Rocca nel 1376 e di nuove possenti mura nel 1387-1389 mentre veniva abbandonato il castello di Capalle. Nel 1427, in occasione di una nuova riforma amministrativa del contado fiorentino, Campi venne inserita nel Vicariato di Scarperia, di cui divenne il centro maggiore con 5 000 abitanti su un totale di 10000 e sede di Podesteria.

## Il periodo granducale
Nel 1501 il castello di Campi venne attaccato dall'esercito del Valentino, che devastò parte del contado ma rinunciò all'assalto finale in seguito ad un accordo con la Repubblica. Ben più gravi conseguenze si ebbero nel 1512, quando Campi fu assalita assieme a Prato dalle truppe spagnole di Raimondo de Cardona inviate da Ferdinando il Católico, re d'Aragona e da papa Giulio II per restaurare la signoria medicea. Nonostante la difesa organizzata dal Podestà Raffaello Nardi (fratello dello storico Jacopo), il castello di Campi fu espugnato e saccheggiato, con numerose vittime e ingenti danni. Nel 1523 Francesco Ferrucci fu nominato Podestà di Campi; nel 1529 Campi subì ancora danni e saccheggi in occasione dell'Assedio di Firenze da parte delle truppe spagnole, inviate ancora una volta a restaurare il dominio mediceo ed in tale occasione si ebbe anche l'incendio della pieve.
La definitiva restaurazione medicea portò finalmente la pace per Campi e il suo territorio; da questo periodo non ci si dedicò più alle opere militari, tanto che le mura del castello furono abbandonate e crollarono nel 1552; fu smantellato il castello di Capalle e la Rocca, acquistata dagli Strozzi, divenne una semplice fattoria. Nel 1546 si hanno le prime notizie della locale Misericordia e nel 1551 Campi contava 3 128 abitanti, di cui 1058 nel popolo di Santo Stefano a Campi; dalla sua podesteria dipendevano le leghe di Montemurlo, Calenzano e Signa (la Lega di Brozzi, di cui faceva parte San Donnino, dipendeva dalla podesteria di Sesto Fiorentino). Il governo granducale, anche sotto la spinta delle ricorrenti alluvioni (particolarmente gravi furono quelle del 1555 e del 1579) si impegnò in una imponente azione di opere pubbliche, istituendo alcune magistrature (Capitani di Parte, Uffiziali dei Fiumi e i Nove Conservatori del Dominio) che ebbero il compito di promuovere le opere di bonifica e di costruire e curare le vie di comunicazione. A capo di queste magistrature vi erano spesso esponenti della nobiltà fiorentina che ormai avevano acquistato numerosi beni e terreni nella zona di Campi, considerata a quest'epoca anche come luogo di villeggiatura, come dimostrano le numerose ville signorili costruite sul territorio. Le suddette magistrature diedero una notevole prova di efficienza, impegnandosi in opere di bonifica, cura dei fiumi e dimostrando anche un certo senso ecologico ante litteram, vietando ad esempio il taglio degli alberi lungo i fiumi e sorvegliando attentamente ogni lavoro sui fondi privati, che doveva essere approvato personalmente dal Granduca. Risalgono al periodo XVI-XVII secolo numerosi lavori e tagli sul corso del Bisenzio, per i quali si chiamarono a collaborare nomi del calibro di Galileo Galilei e lo scavo del Fosso Macinante.
La pace e le bonifiche idrauliche consentirono un grande sviluppo dell'agricoltura locale, che vide lo sviluppo delle coltivazioni di frumento, lino e del gelso anche se la conduzione non fu mai a vantaggio della popolazione contadina, essendo le terre in mano ai grandi nomi dell'aristocrazia fiorentina e della chiesa. In questi anni si ebbe anche l'inizio della lavorazione artigianale della paglia, che divenne importante nei secoli successivi e della lana, tanto che numerosi lanaioli campigiani erano iscritti all'Arte della Lana di Firenze.

Pessima fama aveva invece il vino prodotto nella zona, biasimato anche da Francesco Redi e da un celebre medico fiorentino, che arrivò ad affermare che i malati che avevano osato bere questo vino avevano dovuto chiamare il confessore e non il medico.
Nel 1737 la dinastia medicea si estinse e il trono toscano fu assegnato alla dinastia degli Asburgo-Lorena, che si impegnò in una serie di riforme che però non ebbero grandi esiti nella zona di Campi, salva la liberalizzazione del commercio della paglia che diede una forte spinta a questa attività, che si stava sviluppando nella zona di Campi, Signa e Brozzi per iniziativa di un intelligente imprenditore bolognese, Domenico Michelacci. Nel 1745 Campi contava 5 167 abitanti, di cui 1603 nel popolo di Santo Stefano; Capalle, un tempo località importante per le opere difensive ed i privilegi ecclesiastici, era adesso la frazione più piccola con 520 abitanti.
Il moderno Comune di Campi nacque nel 1774, quando con la riforma amministrativa del granduca Pietro Leopoldo vennero soppresse le vecchie circoscrizioni medicee: la nuova comunità di Campi raccolse tutti i territori della vecchia podesteria, comprendendo Campi, Signa, Calenzano e Montemurlo. San Donnino, che faceva parte della ex lega di Brozzi, fu annesso con essa alla nuova comunità di Sesto Fiorentino. Nel 1807 Campi fu annesso all'Impero Francese assieme a tutta la Toscana ed inquadrato nel Dipartimento dell'Arno; nel 1809 un decreto di Napoleone staccava dal suo territorio i nuovi comuni di Signa, Calenzano e Montemurlo, che venivano ricostruiti (lo stesso accadde a Brozzi, nuovamente staccata da Sesto Fiorentino). In questi anni, si ebbe inoltre un infelice restauro in stile neoclassico della Pieve.

Il dominio francese finì nel 1814 e dopo una brevissima occupazione delle truppe di Gioacchino Murat, si ebbe la restaurazione lorenese.
Nel 1832 il capoluogo vide una trasformazione epocale della sua struttura, dato che vennero demolite le mura medievali (eccettuato un tratto a nord nei pressi del cimitero della Pieve ed uno lungo il Bisenzio) con le quattro porte e ricostruito ex novo il ponte sul Bisenzio; nel 1835 si tenne per la prima volta la fiera d'agosto, tradizione che doveva durare fino agli anni sessanta del XX secolo. Nel 1833 la popolazione del comune di Campi era salita a 8 918 abitanti, divenuti 9782 nel 1845; in questi anni si ebbe inoltre il definitivo lancio dell'industria della paglia, che diede notevole impiego alle donne e portò alla crescita del benessere generale, oltre che ad essere un primo segno di industrializzazione e di formazione di un ceto operaio in una terra finora a vocazione agricola. Nel 1839 fu istituita la Pretura, con giurisdizione sui comuni di Signa e Calenzano. Nel 1854 Campi fu colpita dal colera, portatovi da una cittadina che si era recata incautamente nella vicina Brozzi dove già divampava l'epidemia; il morbo si ripeté anche l'anno successivo, per un totale di 392 vittime. In questa triste occasione, aggravata da un'ennesima alluvione, si formò un gruppo di soccorritori, affiancandosi ai confratelli della locale Misericordia, da cui doveva qualche anno dopo nascere la locale Pubblica Assistenza. 
Nel 1860, al plebiscito per l'annessione dell'ex Granducato di Toscana al Regno di Sardegna, Campi aderì con forza con 2175 voti favorevoli su 2252 votanti.

## Dall'Unità d'Italia alla seconda guerra mondiale
Nel 1862 il comune assunse il nome di Campi Bisenzio, al fine di distinguersi da altre località del nuovo Regno (come il comune di Campi Salentina). La nuova amministrazione comunale, saldamente in mano alle élite locali, si sforzò comunque di migliorare l'aspetto ed i servizi del paese; vennero in questi anni effettuate numerose opere pubbliche come le carceri annesse alla Pretura, l'Ufficio del Telegrafo, i macelli comunali; aperte nuove strade per collegare il capoluogo con le frazioni ed i comuni vicini; creato il primo servizio di nettezza urbana; si costruirono alcune scuole ed effettuarono i consueti lavori sul Bisenzio.
Nel 1871, grazie all'intraprendenza di alcuni cittadini campigiani radunati nell'Accademia dei Perseveranti, venne costruito il nuovo Teatro Dante, progettato dall'architetto campigiano Mariano Falcini e destinato a divenire uno dei più prestigiosi della Toscana, dove si ebbe anche il debutto di numerosi cantanti lirici originari di Campi come Gino Fratesi, Ugo Novelli e Rolando Panerai. In questi anni il paese vide anche lo svilupparsi di un forte spirito associazionistico che vide la nascita "ufficiale" della locale Pubblica Assistenza (1871), della Filarmonica Michelangelo Paoli, di alcuni circoli poi scomparsi come la Società del Buon Umore e di alcune associazioni cattoliche, da cui doveva poi nascere nel 1909 la locale Cassa Rurale ed Artigiana, la prima vera "banca locale". Nel 1880 vennero inaugurate le due linee del tramway; la linea Firenze-Peretola-Campi-Capalle-Prato e la Firenze-Poggio a Caiano, passante per San Donnino e San Piero a Ponti.
Accanto alla manifattura della paglia, si ebbe un inizio di industrializzazione con l'apertura di numerose ditte di conciatura della pelli. Queste trasformazioni sociali portarono così anche ai primi moti operai, come la vertenza della conceria "Emetaz" (1892) ed il grande sciopero delle trecciaiole del 1896. La manifattura della paglia ebbe un vero e proprio boom, favorita anche dalla moda del tempo che privilegiava il cappello e numerosi furono i cappellai campigiani che andarono in Francia a cercare fortuna e spessissimo la trovarono.
In questi anni l'amministrazione comunale, sia pure tra i contrasti dei "notabili" rimase sempre nelle mani dei liberali e solo con le elezioni politiche del 1913 il PSI riuscì a conquistare il collegio di Campi; nel 1920 i socialisti conquistavano anche il comune e veniva eletto sindaco Dino Cerretelli. La reazione fascista non si fece attendere: il 17 aprile 1921 una colonna fascista sparò sulla folla uccidendo tre persone (Giulio Maranghi, Gino Falcini e Gaetano Duilio Ciulli) e ferendone gravemente una quarta, primo episodio di una lunga serie che doveva portare prima al commissariamento del comune nel febbraio 1922 e poi alla nascita di una giunta fascista.
Nonostante l'apparente "normalizzazione" l'opposizione al fascismo da parte di numerosi campigiani non venne mai meno, come testimoniò la grande emigrazione verso la Francia, dovuta anche alla crisi della manifattura della paglia e causata dalla politica mussoliniana di rivalutazione della lira, che ebbe effetti deleteri sulle esportazioni. Non furono pochi i nominativi di cittadini campigiani finiti nei famosi "casellari di pubblica sicurezza" o segnalati come "sovversivi".
Al di là della repressione politica, il regime fascista assicurò comunque un notevole salto di qualità nel campo delle infrastrutture, per opera del Podestà Cesare Tedeschi. Nel 1929 venne annessa la frazione di San Donnino, già facente parte del soppresso comune di Brozzi e dove furono realizzate le scuole, attese dal 1913. Nel capoluogo si realizzarono il campo sportivo e l'acquedotto (1929), le nuove scuole comunali (1935) e si trasferì il municipio (1939) dalla vecchia sede all'ex Palazzo Benini. Nel 1926 il Bisenzio ruppe gli argini a San Martino provocando ingenti danni e travolse la vecchia passerella pedonale, ricostruita pochi anni dopo. Non tutte le opere pubbliche del regime fascista ebbero esito positivo, come accadde ad esempio con le infelici ristrutturazioni della Pieve, del Teatro Dante e della Chiesa di San Donnino.
Campi Bisenzio fu tra le maggiori protagoniste della Resistenza in Toscana, a cui diede un forte contributo: le prime organizzazioni resistenziali si formarono già all'indomani dell'8 settembre 1943 ed una delle prime bande partigiane fu quella comandata dal campigiano Lanciotto Ballerini, medaglia d'oro al valor militare, morto combattendo a Valibona nel gennaio 1944. Il paese subì ingenti danni e patì numerose vittime per i bombardamenti alleati e le razzie tedesche; particolarmente colpite furono le frazioni meridionali di San Piero a Ponti e San Donnino (che fu evacuata a forza, con gli abitanti sfollati a Brozzi) perché più vicine al fronte attestato sull'Arno. Gran parte della popolazione cercò rifugio a Firenze, dove credeva di essere al sicuro perché al riparo dei monumenti o nelle cantine del paese. Nel marzo 1944 dodici cittadini campigiani furono arrestati a Prato durante una retata condotta dai repubblichini e dai carabinieri come rappresaglia per lo sciopero generale proclamato contro la guerra e per la pace e furono deportati in Austria (solo uno fece ritorno).
Tra gli eccidi nazisti nell'estate del 1944 quello dei tredici martiri di San Piero a Ponti, nel quale furono uccisi tredici cittadini; la fucilazione di Renato Bettini, giovanissimo renitente alla leva; l'uccisione del piccolo Luciano Martelli e l'assassinio della giovane Tosca Fiesoli.
La liberazione avvenne con l'ingresso delle truppe statunitensi il 2 settembre 1944, ma la giornata di festa fu funestata da una strage presso il palazzo comunale causata da una cannonata dei tedeschi in fuga. I danni di guerra vennero riparati in tempi brevi; al referendum istituzionale del 2 giugno 1946, la popolazione campigiana scelse in massa la Repubblica, con 7324 voti su 10403.

## Dal 1946 al 2000
Le prime elezioni comunali, svoltesi in contemporanea al referendum istituzionale, videro il trionfo della lista socialcomunista e l'elezione a sindaco dell'antifascista Spartaco Conti. L'elettorato campigiano si dimostrò sempre decisamente schierato a sinistra, anche se qui la Democrazia Cristiana raccolse sempre risultati lusinghieri, almeno fino agli anni sessanta, attestandosi intorno al 40% e divenendo per un breve periodo persino il primo partito; per un confronto, nella vicine Sesto Fiorentino e Calenzano il partito dello scudo crociato non andò mai oltre il 30%.
Il secondo dopoguerra vide una radicale trasformazione socioeconomica di Campi e del suo territorio. Da una parte si assisté alla definitiva scomparsa della tradizionale manifattura della paglia a domicilio e ad una rapida decadenza dell'agricoltura, dall'altra vi fu un forte boom dell'industrializzazione, in particolare dell'industria tessile legata alla vicina Prato, prima con piccoli laboratori artigianali e poi con industrie di sempre maggiori dimensioni.
Nel 1951, anno in cui Campi aveva 16 008 abitanti Spartaco Conti venne rieletto sindaco; in questi anni iniziò il boom edilizio del paese. Sempre negli anni cinquanta, Campi iniziò a divenire terra d'immigrazione, prima da alcune zone della Toscana come il Mugello, la Garfagnana e la provincia di Arezzo e poi dal Meridione d'Italia.
Nel 1956 le elezioni comunali portarono ad un piccolo terremoto, con un insperato successo della DC che si spinse al 43,9% e del PSI che schizzò al 19,1% e poté pertanto rivendicare la carica di sindaco per un suo esponente, Vasco Puccini, poi riconfermato nelle elezioni del 1960.
Nel 1962 la tradizionale alleanza socialcomunista parve vacillare, anche per le vicende politiche nazionali che stavano vedendo nascere il centro-sinistra e si parlò di un clamoroso ribaltone politico, poi evitato in extremis. Alle elezioni comunali del 1964 il Pci conquistò per la prima volta la maggioranza assoluta e poté eleggere sindaco il proprio esponente Primaldo Paolieri
All'alba del 4 novembre 1966 il Bisenzio ruppe gli argini a San Piero a Ponti; era l'inizio della grande alluvione che doveva colpire la gran parte del territorio campigiano assieme alla città di Firenze e ad altri comuni limitrofi. Alla rotta del Bisenzio si aggiunsero ben presto quelle dell'Ombrone Pistoiese, dell'Arno e di altri corsi d'acqua, con l'inondazione delle frazioni di San Donnino (dove le acque raggiunsero i 5,30 metri di altezza), San Piero a Ponti, Sant'Angelo a Lecore, Le Miccine; del quartiere di San Martino e di alcune zone periferiche del capoluogo.
Le elezioni amministrative del 1970 videro ancora una volta andare la maggioranza assoluta al Pci, che riconfermò Paolieri come sindaco ma l'esponente politico, noto come "il sindaco dell'alluvione" per l'impegno e la perizia dimostrati in occasione della calamità, scomparve prematuramente l'anno dopo. Fu nominato suo successore un altro esponente comunista, Liberto Roti, riconfermato poi dopo le elezioni amministrative del 1975. L'amministrazione Roti dovette affrontare molte sfide, dovute al continuo crescere della popolazione (nel 1971 il comune contava 26 993 abitanti), come la mancanza di scuole e servizi adeguati, un certo malessere sociale e le prime emergenze ambientali, come la contestata costruzione dell'inceneritore del comune di Firenze nei pressi del confine comunale a San Donnino.
Liberto Roti morì improvvisamente nel febbraio 1979 alla propria scrivania di sindaco e il mese successivo veniva eletta sindaco Anna Maria Mancini (Pci). La sindaco Mancini, prima donna e prima non campigiana di nascita a ricoprire la carica, fu poi riconfermata nelle elezioni amministrative del 1980 e del 1985 e la sua amministrazione si contraddistinse per la visione di respiro più ampio, che considerò Campi non più come una paesone cresciuto in fretta (nel 1981 i campigiani erano 33151) ma come una vera e propria città. Furono pertanto costruite nuovi servizi come alcune scuole, la biblioteca, aperte alcune importanti strade. Alla fine degli anni ottanta ebbe inizio una forte ondata migratoria di cittadini cinesi che interessò particolarmente San Donnino e che doveva portare a forti frizioni sociali a causa dell'impatto socioeconomico. In questi anni l'economia campigiana seppe anche affrontare il relativo declino dell'industria tessile, cercando nuove prospettive e nuovi orizzonti nel campo delle confezioni di qualità, della meccanica, della chimica, del mobilio, dei laterizi e dell'alta tecnologia (nel 1980 le Officine Galileo si trasferirono nella zona industriale di Capalle).
Nel 1990 le elezioni amministrative videro un certo calo del Pci, che per la prima volta dopo tanti anni fu costretto a tornare alla collaborazione col Psi e ad allearsi con i Verdi; fu eletto sindaco Adriano Chini (Pci, poi Pds), che l'anno dopo dovette subito affrontare una grave emergenza: nella notte tra il 14 ed il 15 novembre 1991 il Bisenzio ruppe gli argini proprio nel capoluogo e provocando ingenti danni. La giunta Chini seppe affrontare con energia la drammatica situazione e da allora la salvaguardia ed il mantenimento del sistema idrogeologico del territorio fu sempre al centro delle attenzioni delle amministrazioni campigiane.
Adriano Chini fu poi riconfermato sia alle elezioni amministrative del 1995 e del 2000 con percentuali elevate e la sua amministrazione fu caratterizzata da importanti risultati, hanno videro un ulteriore grande sviluppo economico, demografico, sociale e culturale della città. Nei primi anni le maggiori cure ed attenzioni furono dedicate al risanamento idraulico dei corsi d'acqua, anche per la recente esperienza dell'alluvione del Bisenzio. Negli anni successivi l'amministrazione Chini fu in prima linea nella difesa del valore della legalità, prima affrontando con decisione e razionalità la grande immigrazione cinese e poi collaborando fattivamente con le istituzioni nello stroncare un inizio di infiltrazione mafiosa nel territorio (caso della "merciaia di Campi"). Tra le varie realizzazioni di questo periodo, si ricordano il recupero di alcune aree verdi (Parco Chico Mendes, Parco Urbano di Villa Montalvo, Parco della Marinella, Lago Paradiso) e dell'Oasi Faunistica di Focognano (gestita dal WWF); l'acquisto ed il restauro di alcuni beni architettonici cittadini come Villa Montalvo (già restaurata ed oggi centro congressi, polo espositivo e sede della Biblioteca); Villa Rucellai (oggi prestigiosa sede di rappresentanza del comune); il Teatro Dante e la Rocca Strozzi (in fase di restauro). Notevoli furono anche le realizzazioni edilizie in ambito scolastico e viario (come le circonvallazioni nord e sud del capoluogo) e lo sviluppo di intensi rapporti di collaborazione con le numerose associazioni cittadine. Sempre negli anni novanta il comune di Campi Bisenzio vide una sensibile crescita demografica e la costruzione di un grande centro commerciale, di una multisala cinematografica e di un importante stabilimento di componentistica per automobili (GKN Driveline Firenze).

## XXI secolo
Alle elezioni comunali del 2004 fu eletta sindaco Fiorella Alunni (Ds). Nel 2006 il comune di Campi Bisenzio contava 41 098 abitanti. Nella primavera del 2007, il comune di Campi Bisenzio fu al centro di un'inchiesta della magistratura su presunte violazioni e modifiche illegali al piano regolatore cittadino. Lo scandalo, che vide coinvolti diversi esponenti della politica e dell'imprenditoria locali, ebbe serie conseguenze sulle casse comunali, che non poterono più contare su oneri di urbanizzazione e altre tasse preventivate; sulle attività edilizie locali, che furono bloccate per diversi mesi e sulla politica locale: la sindaca Alunni fu abbandonata da alcuni alleati e fortemente criticata dagli altri: alla fine fu fatta uscire di scena con la nomina a presidente di un'istituzione locale, allo scopo di renderla incompatibile per legge con la carica di primo cittadino ed evitare il commissariamento prefettizio. Prima delle dimissioni, la sindaco nominò come suo vice il suo predecessore Adriano Chini, al momento consigliere regionale, che in seguito alla decadenza della prima divenne prosindaco, almeno fino alle elezioni comunali anticipate, previste per la primavera del 2008. Nelle elezioni comunali anticipate del 13-14 aprile 2008, Adriano Chini venne rieletto alla carica di sindaco per la quarta volta.
Alle elezioni comunali del 2013 fu eletto sindaco Emiliano Fossi (Pd), rieletto per un secondo mandato nel 2018; la vittoria di Fossi ebbe avuto risonanza nazionale in quanto Campi fu l'unico comune di grandi dimensioni in Toscana ed uno dei pochissimi in Italia a vedere una vittoria del centrosinistra nella tornata elettorale amministrativa del giugno 2018,
Nell'agosto 2022 il Sindaco Fossi si dimise per potersi candidare alla Camera dei Deputati nelle elezioni politiche del 2022; il Consiglio Comunale venne pertanto sciolto e l'amministrazione affidata al Commissario Prefettizio Dott.Grazia La Fauci. Nelle successive elezioni amministrative del maggio 2023 fu stato eletto Sindaco Andrea Tagliaferri, sostenuto da un'alleanza di sinistra tra Alleanza Verdi e Sinistra, Movimento 5 Stelle e due liste civiche.
Nella tarda serata del 2 novembre 2023 la città viene devastata da una disastrosa alluvione, causata dalla tempesta Ciaran che provoca l'esondazione del Bisenzio e la rottura degli argini del torrente Marina e del Fosso Reale, causando una vittima e danni stimati in 300 milioni di euro.
- Emanuele Repetti, Campi, in Dizionario geografico fisico storico della Toscana, E. Repetti, 1833,  pp. 322-325.